# St. Nikolai (Dramfeld)

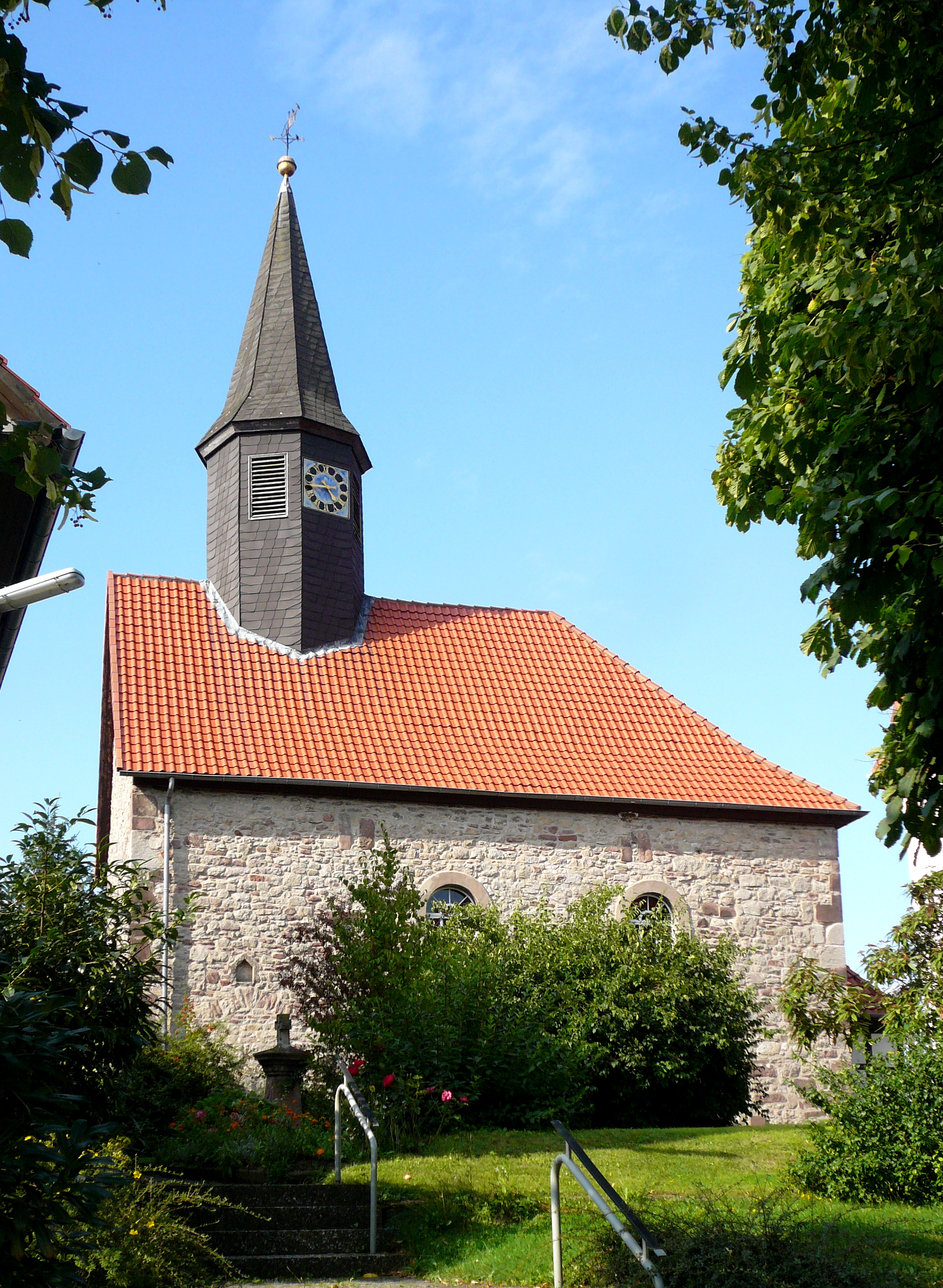
St. Nikolai

Die evangelisch-lutherische Kirche St. Nikolai steht in Dramfeld, einem Ortsteil der Gemeinde Rosdorf im Landkreis Göttingen in Niedersachsen. Die Kirchengemeinde gehört zum Kirchengemeindeverband Leine-Süd im Kirchenkreis Göttingen im Sprengel Hildesheim-Göttingen der Evangelisch-lutherischen Landeskirche Hannovers.

## Beschreibung
Die ehemalige Wehrkirche wurde 1259 erbaut. Sie bestand aus Bruchsteinen mit Eckquaderung. Im Jahr 1776 wurde sie zu einer barocken Saalkirche mit großen Bogenfenstern ausgebaut. Das Portal befindet sich im Westen. Nach dem Einsturz eines älteren Kirchturms wurde auf dem Satteldach des Kirchenschiffs, das im Osten abgewalmt ist, ein achtseitiger, schiefergedeckter Dachreiter mit einem spitzen Zeltdach gebaut. Er enthält den Glockenstuhl und die Turmuhr. Die ältere Glocke wurde 1636, die jüngere 1663 von Ludolf Siegfriedt gegossen. Im Osten ist eine Sakristei in Holzfachwerk angebaut. Der Innenraum hat U-förmige Emporen. Zur Kirchenausstattung gehört ein klassizistischer Kanzelaltar. Die Orgel mit 9 Registern, einem Manual und Pedal baute Carl Heyder 1852. 1956 wurde sie von Paul Ott überholt und die Disposition geändert.